# Sommerhausen
Sommerhausen è un comune tedesco di 1 660 abitanti, situato nel land della Baviera.

## Storia
Le origini dell'abitato risalgono al Medioevo. Si tratta di una enclave protestante non dipendente dal Vescovato di Würzburg, dal momento che gli abitanti aderirono alla Riforma protestante fin dal 1540, differenziandosi dalla circostante zona cattolica del Mainfraken.
Sommerhausen appartiene al Circolo di Franconia a partire dal 1500.